# ツーソン会議

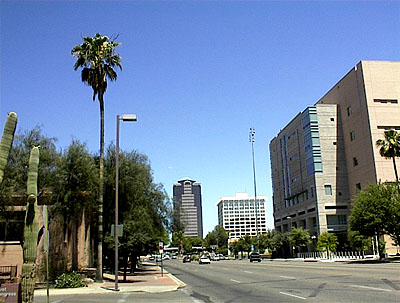
会議の開催地ツーソン。ツーソンはすぐ南にメキシコを望む、比較的温暖な乾燥したな地域。例年会場となっているツーソン・コンベンション・センターはこの通り右側すぐ。

ツーソンの位置。

ツーソン会議 (Tucson conference) は、アリゾナ大学意識研究センターが主催する、意識に関する国際会議である。哲学、神経科学、認知科学、その他さまざまなバックグラウンドを持つ研究者たちが、意識の問題を議論するために集合する、学際性の高い学術会議。意識研究のひとつのメッカ。正式名称は Toward a Science of  Consciousness（略：TSC、意味：意識の科学に向かって）だが、名前が長いため一般にツーソン会議または意識に関するツーソン会議などと呼ばれる。
偶数年はアリゾナ州のツーソンで開催され、奇数年はそれ以外の世界のどこかで開催される。参加者数は数百名から1000名ほど。

## 学際性
ツーソン会議の1つの特徴はその学際性の高さにある。神経科学、哲学、医学、物理学、生物学、心理学、人類学から、計算機科学者、ロボット研究者、人工知能研究者、宗教家、そしてスピリチュアル系の実践者まで、非常に幅広い分野の発表者が集まる。学際性があまりに高いため、他分野の人間であっても、ある程度は理解できるような発表をするよう推奨されている（例えば業界特有の専門用語で埋め尽くされた発表は行わない等）。

## 歴史

### 開催に向けて
ツーソン会議は、麻酔科医のスチュワート・ハメロフ、非線形力学の研究者アルウィン・スコット、神経心理学者アルフレッド・カズニアックら3名のアリゾナ大学の研究者の呼びかけによって始められた。第1回の会議は1994年に開催され、世界中から様々な分野の研究者約300名が集まった。

### 第1回会議
ツーソン会議のひとつの方向性を形作ったのは、哲学者デイヴィッド・チャーマーズが第1回会議の3番目の講演として行ったハード・プロブレムについての講演である。以下は当時の状況をふりかえる主催者ハメロフの言葉。
彼[デイヴィッド・チャーマーズ]は第一回会議のときに、あまりおもしろいとはいえない始まり方をした哲学のオープニングセッションでその後の会議の色合いを決定付けた人間だった。最初の二人の講演者が何の焦点もない話をしたので、私は内心不安を感じ始めていました―「この会議はいったいどうなるんだ？」とね。三番目に登場したのがチャーマーズだった。彼はいわゆる「ハードプロブレム（難しい問題）」について話したが、見事な講演だった。われわれが「なぜここに集まっているのか」を、このとき彼が定義したのです。[....]重要なのは彼の話を信じるか信じないかではない―実際多くの人は信じないのです。彼が、意識をめぐる今日の状況を明確に提示したことが重要だったのです。タイミングもよかった。彼の話が終わると最初のコーヒーブレイクに入り、とたんに皆がいっせいにハードプロブレムについてしゃべり始めたのです。「あのチャーマーズという男はクレイジーだね」とか、「彼は間違っている」「いや、正しい」と議論が沸騰した。チャーマーズの話が論争の範囲を区切り、同時にその両極を決めたのです。—スチュワート・ハメロフへのインタビュー 『最新 脳科学 心と意識のハードプロブレム』収録

### その後
会議は盛況の内に幕を閉じ、周囲の評価も高かったという。しかしハメロフは当初第2回会議を開く気はなかった。他のだれかが流れを引き継いでくれると思っていたという。実際サンフランシスコの神経科学者のグループがこの流れを引きつごうとしたが、それはすぐに難しい状況に直面した。それはグループの分裂だった。C.P.スノーの「2つの文化」ではないが、すぐさまある種の断絶が現れたという。つまり神経科学者は神経科学者たちだけで会議を開こうとし、他を追い出してしまった。これがハメロフに第2回会議を開かせることを決心させた。以下、当時の状況を振り返るハメロフの言葉。
われわれは意識にたいするどんなアプローチも正しい可能性を秘めていると考え、すべてを包含する“傘”となろうとして会議を構想したのです。しかしそのような統合的な方針は彼らの間では機能しなかった。神経科学のグループは現象論的なグループといかなる形でも関わることを拒否したのです。私も個人的には超心理学というものをそれほど信用してないが、超心理学や瞑想や神秘主義のような主観的な取り組み方はいっさい排除すべきだと頭から決めてかかる態度も好きではない。ある方法論が正しいか正しくないかの判断は、証拠に基づいて行うべきだと考えているからです。サンフランシスコの神経学者たちはすべてを取り込む学際的なアプローチはとろうとせず、そのためこの試みは空中分解してしまった。そうした経過があって、我々は2年後の96年4月に二回目のツーソン会議を開くことに決めたというわけです。—スチュワート・ハメロフへのインタビュー 『最新 脳科学 心と意識のハードプロブレム』収録
その後、1年おきに会議が開催され（偶数年はツーソンで開催、奇数年はアメリカ以外の別の国の都市で開催）、現在に至る。

## 年次
| 開催年と開催時期        | 開催された国   | 開催地         | 会場                             | 副題                                 | リンク             |
| ----------------------- | -------------- | -------------- | -------------------------------- | ------------------------------------ | ------------------ |
| 1994年04月12日–04月17日 | アメリカ合衆国 | ツーソン       | ツーソン・コンベンションセンター | ツーソンI                            | -                  |
| 1996年04月08日–04月13日 | アメリカ合衆国 | ツーソン       | ツーソン・コンベンションセンター | ツーソンII                           | -                  |
| 1997年08月18日–08月24日 | デンマーク     | ヘルシンゲル   | L-O Skolen                       | -                                    | -                  |
| 1998年04月27日–05月02日 | アメリカ合衆国 | ツーソン       | ツーソン・コンベンションセンター | ツーソンIII                          | 1998年度公式サイト |
| 1999年05月25日–05月28日 | 日本           | 東京           | 国際連合大学                     | ファンダメンタルなアプローチ         | 1999年度公式サイト |
| 2000年04月10日–04月15日 | アメリカ合衆国 | ツーソン       | ツーソン・コンベンションセンター | ツーソンIV                           | 2000年度公式サイト |
| 2001年08月07日–08月11日 | スウェーデン   | ショブデ       | First Resort Billingehus Hotel   | 意識と自然の中におけるその場所       | 2001年度公式サイト |
| 2002年04月08日–04月12日 | アメリカ合衆国 | ツーソン       | ツーソン・コンベンションセンター | ツーソンV                            | 2002年度公式サイト |
| 2003年07月06日–07月10日 | チェコ         | プラハ         | トップ・ホテル・プラハ           | 現象学と神経科学のあいだ             | 2003年度公式サイト |
| 2004年04月07日–04月11日 | アメリカ合衆国 | ツーソン       | ツーソン・コンベンションセンター | ツーソンVI                           | 2004年度公式サイト |
| 2005年08月17日–08月20日 | デンマーク     | コペンハーゲン | コペンハーゲン大学パヌム研究所   | 方法論的問題、概念的問題             | 2005年度公式サイト |
| 2006年04月04日–04月08日 | アメリカ合衆国 | ツーソン       | ツーソン・コンベンションセンター | ツーソンVII                          | 2006年度公式サイト |
| 2007年07月23日–07月26日 | ハンガリー     | ブダペスト     | エトヴェシュ・ロラーンド大学     | -                                    | 2007年度公式サイト |
| 2008年04月08日–04月12日 | アメリカ合衆国 | ツーソン       | ツーソン・コンベンションセンター | ツーソンVIII                         | 2008年度公式サイト |
| 2009年06月11日–06月14日 | 香港           | 香港           | 香港理工大学                     | 内的経験を探索する                   | 2009年度公式サイト |
| 2010年04月12日–04月17日 | アメリカ合衆国 | ツーソン       | ツーソン・コンベンションセンター | ツーソンIX                           | 2010年度公式サイト |
| 2011年05月03日–05月07日 | スウェーデン   | ストックホルム | アウラ・マーニャ・ホール         | 脳、心、リアリティ                   |                    |
| 2012年04月09日–04月14日 | アメリカ合衆国 | ツーソン       |                                  |                                      |                    |
| 2013年05月03日–05月09日 | インド         | アーグラ       | ダヤルバー教育研究所             | 脳、心、リアリティ－東洋と西洋の視点 |                    |

## 参加者
参加者の一部を示す。
- クリストフ・コッホ（神経科学者）
- ジェラルド・エーデルマン（神経科学者）
- ジュリオ・トノーニ（神経科学者）
- ジョージ・レイコフ（言語学者）
- ジョン・サール（哲学者）
- スーザン・ブラックモア（超心理学者、作家）
- スチュワート・ハメロフ（麻酔科医）
- ダグラス・ホフスタッター（認知科学・計算科学）
- ダニエル・デネット（哲学者）
- デイヴィッド・チャーマーズ（哲学者）
- フランシスコ・ヴァレラ（生物学者・認知科学者）
- 茂木健一郎（脳科学者、作家）
- ロジャー・ペンローズ（理論物理学者）

## 画像
2008年の会議の様子

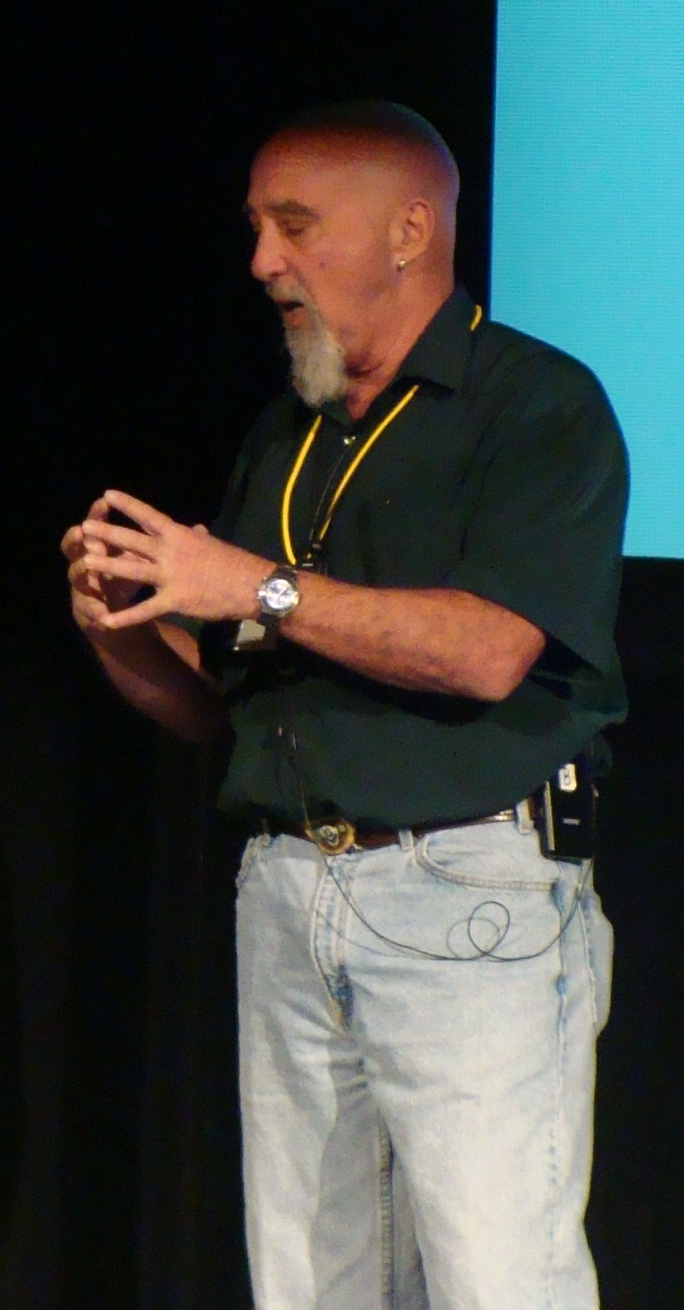
スチュワート・ハメロフ（麻酔科医）。会議の設立者、運営の中心的人物の1人。
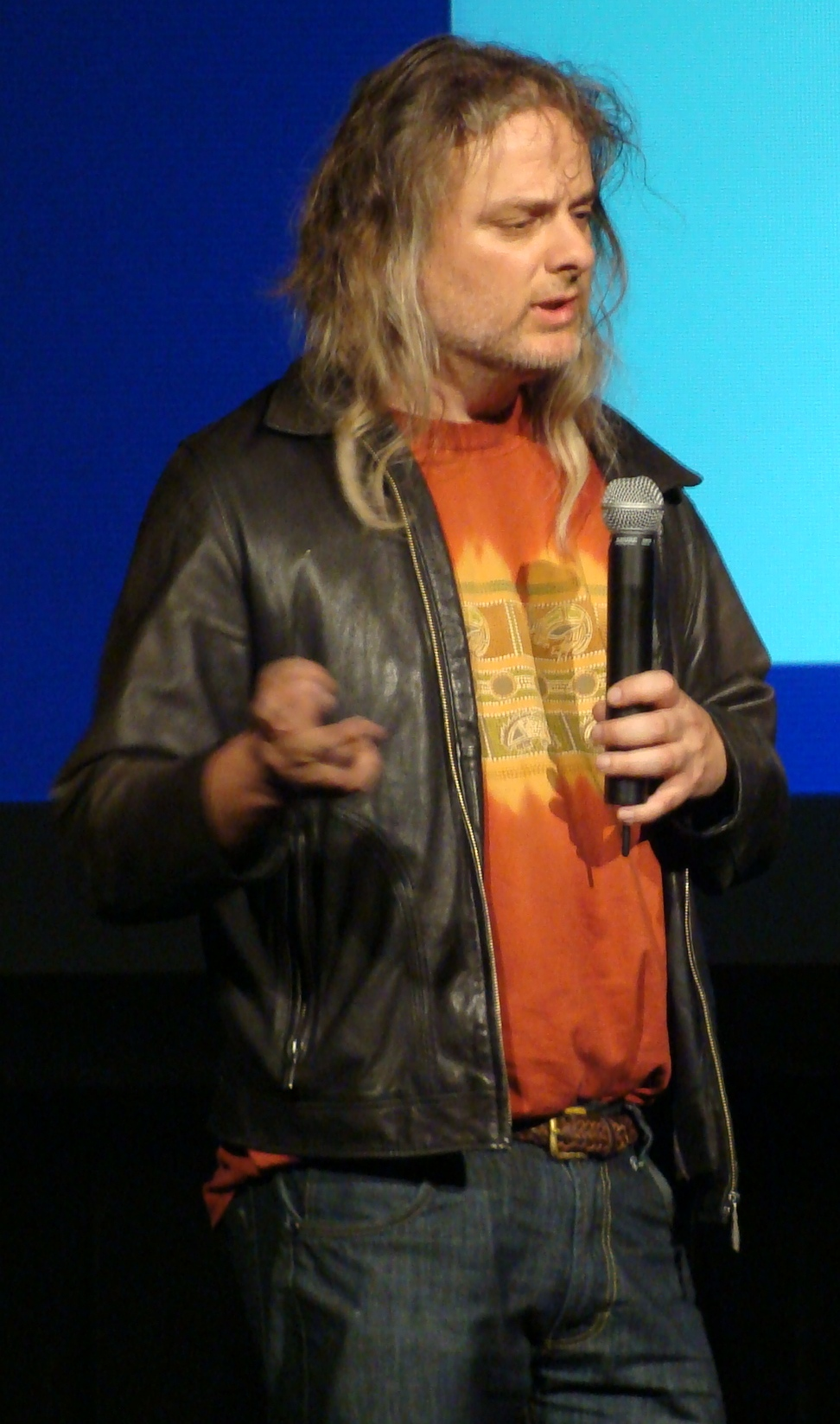
デイヴィッド・チャーマーズ（哲学者）。ハードプロブレムの概念の提唱者。
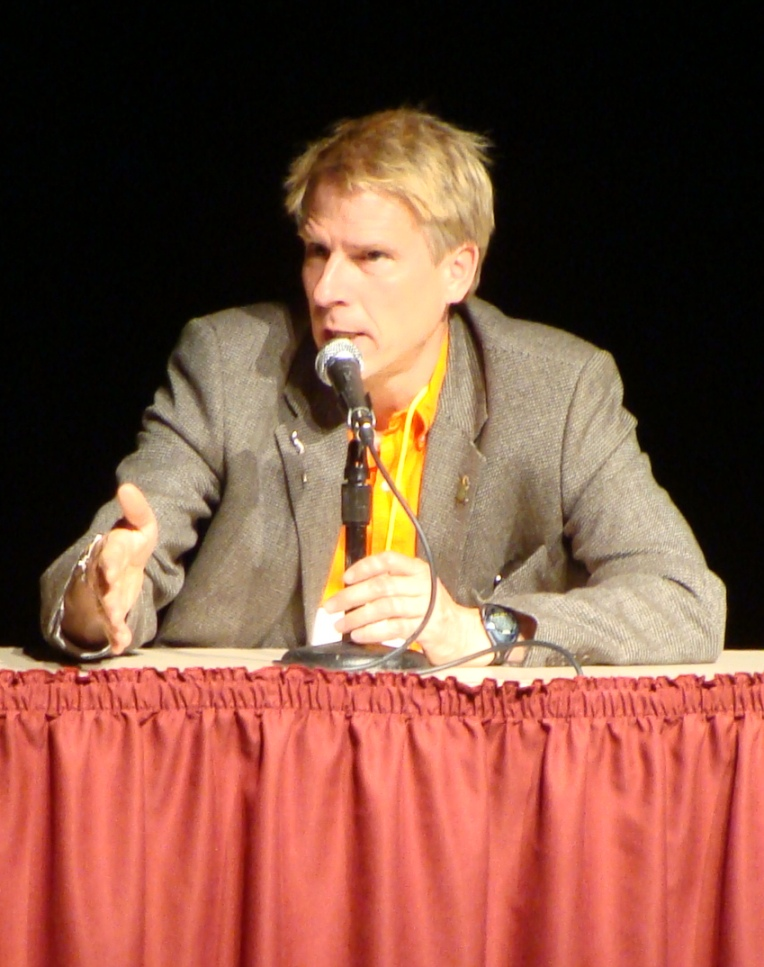
クリストフ・コッホ（神経科学者）。

### インタビュー
- 『最新 脳科学 心の意識のハードプロブレム』 ＜最新科学論シリーズ＞ 学研 1997年 ISBN 4056015058 ハメロフとチャーマーズへのインタビューが収められている1冊。ツーソン会議設立の背景や経緯が語られている

### 会議のレポート・呼びかけ
- Keith Sutherland, TUCSON III — A Personal View, Journal of Consciousness Studies, Vol. 5, No. 4, 1998, pp. 497-503(7)
- 保江邦夫 手作り国際研究集会"Toward a Science of Consciousness Tokyo '99" 物性研究 Vol.69, No.6(1998) pp. 826-850
- Jacob Reimer, Tucson 2000: A Whirlwind Tour, Journal of Consciousness Studies, Vol. 7, No. 6, 2000.
- Charles Whitehead, Tucson: Ten Years On, Journal of Consciousness Studies, Vol. 11, No. 12, 2004, pp. 68-88(21)
- Helmut Reich, Methodological and Conceptual Issues: TSC 2005, Journal of Consciousness Studies, Vol.12, No.11 2005.
- Bill Faw, Are We Studying Consciousness Yet? Journal of Consciousness Studies, Vol. 13, No. 4, 2006, pp. 94-112(19)

### メディアでの報道
- 『ＥＴＶ特集 科学は「意識」の謎を解けるか』  第一回　意識とは何か、第二回　意識を生むメカニズム NHK 放送日 1996年5月13日、14日、NHKのETV特集で全2回にわたってツーソン会議の模様が特集された（番組の内容  、）。
- 意識の科学に向かって：ロボットの意識から瞑想者の意識まで WIRED.jp 2002年04月17日 (閲覧 2011-04-05)
- The Conscious Mind Is Still Baffling to Experts of All Stripes, The New York Times, 1996-4-16(閲覧 2008-12-22)
- Zombies, dolphins and blindsight - Is consciousness the hardest of hard problems? New Scientist 1996-5-04(閲覧 2008-12-23)
- How to Make a Soul Wired Magazine UK edition, August 1996 (閲覧 2008-12-23)
- Quantum Consciousness?, Tucson Weekly, 2000-4-06(閲覧 2008-12-22)

## 関連書籍
1994年、1996年、1998年、1999年のそれぞれの会議の模様をまとめた書籍が出版されている。
- "Toward a Science of Consciousness: The First Tucson Discussions and Debates (Complex Adaptive Systems)" MIT Press (1996) ISBN 0262082497
- "Toward a Science of Consciousness II: The Second Tucson Discussions and Debates (Complex Adaptive Systems)" MIT Press (March 13, 1998) ISBN 0262082624
- "Toward a Science of Consciousness III: The Third Tucson Discussions and Debates (Complex Adaptive Systems)" MIT Press (October 29, 1999) ISBN  0262581817
- "No Matter, Never Mind: Proceedings of Toward a Science of Consciousness : Fundamental Approaches (Tokyo '99) " John Benjamins Pub. (March 2002) ISBN 1588110958